# جورج توبو الخامس

جورج توبو الخامس

جورج توبو الخامس (بالتونغانية: Siaosi Tupou V) (ولد في 4 مايو 1948)، حاكم سابق لمملكة تونغا. جورج توبو هو الابن الأكبر لملك تونغا الراحل تاوفآهاو توبو الرابع. عين كولي عهد لتونغا في 4 مايو 1996. درس في المرحلة الابتدائية في سويسرا، وفي المرحلة الثانوية في أوكلاند، نيوزيلندا. واصل تعليمه العالي في جامعة أكسفورد ومن ثم في أكاديمية ساندهيرست العسكرية الملكية بإنجلترا. قبل أن يصبح ملكاً لتونغا كان أيضاً وزير الخارجية لبلاده بين عامي 1979 و1998.
On February, 24th, 2012 he visited بابوية كاثوليكية بندكت السادس عشر into الفاتيكان.
توفي في 18 مارس 2012.

## روابط خارجية
- جورج توبو الخامس على موقع الموسوعة البريطانية (الإنجليزية)
- جورج توبو الخامس على موقع مونزينجر (الألمانية)